# Marko Dmitrović
Marko Dmitrović (Kirin Serbia: Марко Дмитровић, phát âm [mâːrko dmîtroʋitɕ]; sinh ngày 24 tháng 1 năm 1992) là một cầu thủ bóng đá chuyên nghiệp người Serbia hiện thi đấu ở vị trí thủ môn cho câu lạc bộ Sevilla tại La Liga.

## Danh hiệu
Újpest
- Magyar Kupa: 2013–14

Sevilla
- UEFA Europa League: 2022–23[4]
- UEFA-CONMEBOL Club Challenge: 2023[5]